# Artur Balder
Artur Balder (Alicante, 14 agosto 1974) è uno scrittore e regista spagnolo naturalizzato statunitense

 noto principalmente per la sua saga Teutoburg riguardante l'eroe tedesco Arminio dei Germani Cherusci.
La saga è stata designata come testo sacro della religione di Ásatrú dalla Comunità odinista spagnola nel 2014.

## Opere

### Trilogia Teutoburg
- El último querusco (2005)
- Liberator Germaniae (2006)
- La Batalla del Destino (2007)

### Serie Curdy
- Idruk e il tesoro dell'Ordine (Curdy y la camara de los Lores, 2007), Milano, Mondadori, 2008 traduzione di Maria Bastanzetti ISBN 978-88-04-57611-2.
- Curdy y el Cetro de Carlomagno (2009)

### Altri romanzi
- La Piedra del Monarca (2004)
- The Codex of the Sword (2010)